# Ketchup électrique
Albums de Eddy Mitchell
Dieu bénisse le rock'n'roll
(1972) Rocking in Nashville
(1974)
Singles
1. Coup de foudre
Sortie : 1973
2. Chaque matin, il se lève
Sortie : 1974
3. Alice au pays des amours
Sortie : 1974

Ketchup électrique est le quatorzième album studio d'Eddy Mitchell sorti en 1974.

## Liste des titres
| No  | Titre                                            | Paroles                   | Musique                                 | Durée |
| --- | ------------------------------------------------ | ------------------------- | --------------------------------------- | ----- |
| 1.  | Alice au pays des amours                         | Claude Moine              | Pierre Papadiamandis                    | 3:13  |
| 2.  | Bye bye 50                                       | Claude Moine              | Frédéric Mercier                        | 2:34  |
| 3.  | Chaque matin, il se lève (Early Morning Rain)    | Claude Moine (adaptation) | Gordon Lightfoot                        | 3:10  |
| 4.  | Hey ! Taxi, Hey !                                | Claude Moine              | Pierre Papadiamandis                    | 2:50  |
| 5.  | Superstition (version française de Superstition) | Claude Moine (adaptation) | Stevie Wonder                           | 4:20  |
| 6.  | Coup de foudre                                   | Claude Moine              | Pierre Papadiamandis                    | 3:06  |
| 7.  | Fille en bois                                    | Claude Moine              | Bernard Paganotti, Pierre Papadiamandis | 3:02  |
| 8.  | Pouce                                            | Claude Moine              | Bernard Paganotti, Pierre Papadiamandis | 3:24  |
| 9.  | J'emporte mes années                             | Claude Moine              | J. Renano                               | 3:15  |
| 10. | Au pays bleu                                     | Claude Moine              | Marc Bertaux                            | 2:44  |
| 11. | L'Enfant électrique                              | Claude Moine              | Marc Bertaux                            | 2:51  |

### Titres bonus (réédition CD)
Ces titres étaient uniquement disponibles en 45 tours, paru en 1973.
| No  | Titre         | Paroles      | Musique              | Durée |
| --- | ------------- | ------------ | -------------------- | ----- |
| 12. | Soudain l'été | Claude Moine | Pierre Papadiamandis | 3:15  |
| 13. | Super belle   | Claude Moine | Pierre Papadiamandis | 2:18  |

## Musiciens
Réalisation artistique : Jean Fernandez
Teddy Lasry : arrangements
Bill Shepherd : arrangements (pistes 1 et 7)
Christian Lété : batterie
Frédéric Mercier : guitare
Pierre Fanen : guitare
Marc Bertaux : basse
Michel Graillier : piano
Richard Raux : saxophone
J. Fabier,  P. Buisseault, S. Grey, William : cuivres
Bernard Lubat : percussions